# Liste der Monuments historiques in Rebais
Die Liste der Monuments historiques in Rebais führt die Monuments historiques in der französischen Gemeinde Rebais auf.

## Liste der Objekte
| Bezeichnung                                                   | Beschreibung                                | Standort                              | Kennzeichnung | Schutzstatus | Datum | Bild |
| ------------------------------------------------------------- | ------------------------------------------- | ------------------------------------- | ------------- | ------------ | ----- | ---- |
| Reliquienschrein                                              | Holz, 17. Jahrhundert                       | in der Kirche St-Jean-Baptiste (Lage) | PM77001482    | Classé       | 1971  |      |
| Taufbecken                                                    | Stein, 17. Jahrhundert                      | in der Kirche St-Jean-Baptiste (Lage) | PM77003635    | Inscrit      | 1980  |      |
| Prozessionsfahne Heiliger Aile                                | Stoff, 19. Jahrhundert                      | in der Kirche St-Jean-Baptiste (Lage) | PM77003640    | Inscrit      | 1980  |      |
| Ölgemälde Madonna und Kind                                    | 19. Jahrhundert                             | in der Kirche St-Jean-Baptiste (Lage) | PM77003636    | Inscrit      | 1980  |      |
| Prozessionsfahne Johannes der Täufer                          | Stoff, 19. Jahrhundert                      | in der Kirche St-Jean-Baptiste (Lage) | PM77003639    | Inscrit      | 1980  |      |
| Grabplatte für den heiligen Aile, erster Abt von Rebais       | Stein, 13. Jahrhundert                      | in der Kirche St-Jean-Baptiste (Lage) | PM77001479    | Classé       | 1906  |      |
| Gemälde Präsentation im Tempel                                | 17. Jahrhundert                             | in der Kirche St-Jean-Baptiste (Lage) | PM77001480    | Classé       | 1959  |      |
| Drei Reliquienschreine                                        | Holz, bemalt und vergoldet, 19. Jahrhundert | in der Kirche St-Jean-Baptiste (Lage) | PM77003641    | Inscrit      | 1980  |      |
| Kamin                                                         | Stein, 18. Jahrhundert                      | im Pfarrhaus (Lage)                   | PM77003642    | Inscrit      | 1980  |      |
| Skulptur des heiligen Aile                                    | Holz, polychrom gefasst, 17. Jahrhundert    | in der Kirche St-Jean-Baptiste (Lage) | PM77001481    | Classé       | 1971  |      |
| Reliquienschrein                                              | Holz, 17. Jahrhundert                       | in der Kirche St-Jean-Baptiste (Lage) | PM77001483    | Classé       | 1972  |      |
| Chorschranke                                                  | Schmiedeeisen, 19. Jahrhundert              | in der Kirche St-Jean-Baptiste (Lage) | PM77003638    | Inscrit      | 1980  |      |
| Ölgemälde Saint Jean-Baptiste et saint évêque dans un paysage | um 1700                                     | in der Kirche St-Jean-Baptiste (Lage) | PM77003637    | Inscrit      | 1980  |      |